# Список астероїдів (151901—152000)
| Назва                      | Тимчасове позначення | Дата відкриття  | Місце відкриття             | Відкривач                   |
| -------------------------- | -------------------- | --------------- | --------------------------- | --------------------------- |
| (151901) 2004 EZ9          | 2004 EZ9             | 11 березня 2004 | Паломарська обсерваторія    | NEAT                        |
| (151902) 2004 EK10         | 2004 EK10            | 14 березня 2004 | Обсерваторія Кітт-Пік       | Spacewatch                  |
| (151903) 2004 EO13         | 2004 EO13            | 11 березня 2004 | Паломарська обсерваторія    | NEAT                        |
| (151904) 2004 EZ20         | 2004 EZ20            | 12 березня 2004 | Паломарська обсерваторія    | NEAT                        |
| (151905) 2004 EE21         | 2004 EE21            | 15 березня 2004 | Обсерваторія Кітт-Пік       | Spacewatch                  |
| (151906) 2004 EO27         | 2004 EO27            | 15 березня 2004 | Обсерваторія Кітт-Пік       | Spacewatch                  |
| (151907) 2004 EE38         | 2004 EE38            | 14 березня 2004 | Каталінський огляд          | Каталінський огляд          |
| (151908) 2004 EP38         | 2004 EP38            | 14 березня 2004 | Обсерваторія Кітт-Пік       | Spacewatch                  |
| (151909) 2004 ET39         | 2004 ET39            | 15 березня 2004 | Обсерваторія Кітт-Пік       | Spacewatch                  |
| (151910) 2004 EY39         | 2004 EY39            | 15 березня 2004 | Сокорро (Нью-Мексико)       | LINEAR                      |
| (151911) 2004 EW42         | 2004 EW42            | 15 березня 2004 | Каталінський огляд          | Каталінський огляд          |
| (151912) 2004 EB43         | 2004 EB43            | 15 березня 2004 | Каталінський огляд          | Каталінський огляд          |
| (151913) 2004 EN54         | 2004 EN54            | 13 березня 2004 | Паломарська обсерваторія    | NEAT                        |
| (151914) 2004 EO54         | 2004 EO54            | 13 березня 2004 | Паломарська обсерваторія    | NEAT                        |
| (151915) 2004 EM56         | 2004 EM56            | 14 березня 2004 | Паломарська обсерваторія    | NEAT                        |
| (151916) 2004 EX57         | 2004 EX57            | 15 березня 2004 | Обсерваторія Кітт-Пік       | Spacewatch                  |
| (151917) 2004 EY57         | 2004 EY57            | 15 березня 2004 | Сокорро (Нью-Мексико)       | LINEAR                      |
| (151918) 2004 EW66         | 2004 EW66            | 14 березня 2004 | Паломарська обсерваторія    | NEAT                        |
| (151919) 2004 EJ74         | 2004 EJ74            | 13 березня 2004 | Паломарська обсерваторія    | NEAT                        |
| (151920) 2004 EN78         | 2004 EN78            | 15 березня 2004 | Каталінський огляд          | Каталінський огляд          |
| (151921) 2004 EW86         | 2004 EW86            | 15 березня 2004 | Каталінський огляд          | Каталінський огляд          |
| (151922) 2004 EY86         | 2004 EY86            | 15 березня 2004 | Обсерваторія Кітт-Пік       | Spacewatch                  |
| (151923) 2004 EE94         | 2004 EE94            | 15 березня 2004 | Каталінський огляд          | Каталінський огляд          |
| (151924) 2004 EW107        | 2004 EW107           | 15 березня 2004 | Обсерваторія Кітт-Пік       | Spacewatch                  |
| (151925) 2004 FD6          | 2004 FD6             | 22 березня 2004 | Обсерваторія Джорджа        | Дж. Деллінджер, Ендрю Лов   |
| (151926) 2004 FR11         | 2004 FR11            | 16 березня 2004 | Каталінський огляд          | Каталінський огляд          |
| (151927) 2004 FP15         | 2004 FP15            | 16 березня 2004 | Обсерваторія Сайдинг-Спрінг | Обсерваторія Сайдинг-Спрінг |
| (151928) 2004 FG19         | 2004 FG19            | 16 березня 2004 | Каталінський огляд          | Каталінський огляд          |
| (151929) 2004 FM20         | 2004 FM20            | 16 березня 2004 | Каталінський огляд          | Каталінський огляд          |
| (151930) 2004 FA22         | 2004 FA22            | 16 березня 2004 | Сокорро (Нью-Мексико)       | LINEAR                      |
| (151931) 2004 FQ25         | 2004 FQ25            | 17 березня 2004 | Сокорро (Нью-Мексико)       | LINEAR                      |
| (151932) 2004 FR26         | 2004 FR26            | 17 березня 2004 | Обсерваторія Кітт-Пік       | Spacewatch                  |
| (151933) 2004 FZ26         | 2004 FZ26            | 17 березня 2004 | Обсерваторія Кітт-Пік       | Spacewatch                  |
| (151934) 2004 FT36         | 2004 FT36            | 16 березня 2004 | Обсерваторія Кітт-Пік       | Spacewatch                  |
| (151935) 2004 FP44         | 2004 FP44            | 16 березня 2004 | Сокорро (Нью-Мексико)       | LINEAR                      |
| (151936) 2004 FB45         | 2004 FB45            | 16 березня 2004 | Сокорро (Нью-Мексико)       | LINEAR                      |
| (151937) 2004 FD53         | 2004 FD53            | 19 березня 2004 | Сокорро (Нью-Мексико)       | LINEAR                      |
| (151938) 2004 FB63         | 2004 FB63            | 19 березня 2004 | Сокорро (Нью-Мексико)       | LINEAR                      |
| (151939) 2004 FC64         | 2004 FC64            | 19 березня 2004 | Сокорро (Нью-Мексико)       | LINEAR                      |
| (151940) 2004 FO80         | 2004 FO80            | 22 березня 2004 | Сокорро (Нью-Мексико)       | LINEAR                      |
| (151941) 2004 FY87         | 2004 FY87            | 19 березня 2004 | Обсерваторія Кітт-Пік       | Spacewatch                  |
| (151942) 2004 FL95         | 2004 FL95            | 22 березня 2004 | Сокорро (Нью-Мексико)       | LINEAR                      |
| (151943) 2004 FN95         | 2004 FN95            | 22 березня 2004 | Сокорро (Нью-Мексико)       | LINEAR                      |
| (151944) 2004 FL97         | 2004 FL97            | 23 березня 2004 | Сокорро (Нью-Мексико)       | LINEAR                      |
| (151945) 2004 FY106        | 2004 FY106           | 20 березня 2004 | Сокорро (Нью-Мексико)       | LINEAR                      |
| (151946) 2004 FR116        | 2004 FR116           | 23 березня 2004 | Сокорро (Нью-Мексико)       | LINEAR                      |
| (151947) 2004 FK117        | 2004 FK117           | 27 березня 2004 | Каталінський огляд          | Каталінський огляд          |
| (151948) 2004 FA119        | 2004 FA119           | 22 березня 2004 | Сокорро (Нью-Мексико)       | LINEAR                      |
| (151949) 2004 FN125        | 2004 FN125           | 27 березня 2004 | Сокорро (Нью-Мексико)       | LINEAR                      |
| (151950) 2004 FM128        | 2004 FM128           | 27 березня 2004 | Сокорро (Нью-Мексико)       | LINEAR                      |
| (151951) 2004 FO131        | 2004 FO131           | 22 березня 2004 | Станція Андерсон-Меса       | LONEOS                      |
| (151952) 2004 FO139        | 2004 FO139           | 25 березня 2004 | Станція Андерсон-Меса       | LONEOS                      |
| (151953) 2004 FB145        | 2004 FB145           | 29 березня 2004 | Обсерваторія Кітт-Пік       | Spacewatch                  |
| (151954) 2004 GO1          | 2004 GO1             | 10 квітня 2004  | Паломарська обсерваторія    | NEAT                        |
| (151955) 2004 GH3          | 2004 GH3             | 9 квітня 2004   | Обсерваторія Сайдинг-Спрінг | Обсерваторія Сайдинг-Спрінг |
| (151956) 2004 GV3          | 2004 GV3             | 10 квітня 2004  | Каталінський огляд          | Каталінський огляд          |
| (151957) 2004 GE14         | 2004 GE14            | 13 квітня 2004  | Каталінський огляд          | Каталінський огляд          |
| (151958) 2004 GR20         | 2004 GR20            | 10 квітня 2004  | Паломарська обсерваторія    | NEAT                        |
| (151959) 2004 GY20         | 2004 GY20            | 11 квітня 2004  | Паломарська обсерваторія    | NEAT                        |
| (151960) 2004 GJ24         | 2004 GJ24            | 13 квітня 2004  | Каталінський огляд          | Каталінський огляд          |
| (151961) 2004 GK29         | 2004 GK29            | 12 квітня 2004  | Станція Андерсон-Меса       | LONEOS                      |
| (151962) 2004 GG30         | 2004 GG30            | 12 квітня 2004  | Паломарська обсерваторія    | NEAT                        |
| (151963) 2004 GT30         | 2004 GT30            | 12 квітня 2004  | Станція Андерсон-Меса       | LONEOS                      |
| (151964) 2004 GH31         | 2004 GH31            | 15 квітня 2004  | Станція Андерсон-Меса       | LONEOS                      |
| (151965) 2004 GT31         | 2004 GT31            | 15 квітня 2004  | Станція Андерсон-Меса       | LONEOS                      |
| (151966) 2004 GG33         | 2004 GG33            | 12 квітня 2004  | Паломарська обсерваторія    | NEAT                        |
| (151967) 2004 GT36         | 2004 GT36            | 13 квітня 2004  | Паломарська обсерваторія    | NEAT                        |
| (151968) 2004 GC37         | 2004 GC37            | 14 квітня 2004  | Станція Андерсон-Меса       | LONEOS                      |
| (151969) 2004 GE39         | 2004 GE39            | 15 квітня 2004  | Каталінський огляд          | Каталінський огляд          |
| (151970) 2004 GR50         | 2004 GR50            | 13 квітня 2004  | Паломарська обсерваторія    | NEAT                        |
| (151971) 2004 GX70         | 2004 GX70            | 15 квітня 2004  | Станція Андерсон-Меса       | LONEOS                      |
| (151972) 2004 GK73         | 2004 GK73            | 15 квітня 2004  | Станція Андерсон-Меса       | LONEOS                      |
| (151973) 2004 GQ75         | 2004 GQ75            | 15 квітня 2004  | Станція Андерсон-Меса       | LONEOS                      |
| (151974) 2004 GM76         | 2004 GM76            | 15 квітня 2004  | Сокорро (Нью-Мексико)       | LINEAR                      |
| (151975) 2004 HU1          | 2004 HU1             | 20 квітня 2004  | Обсерваторія Дезерт-Іґл     | Вільям Йон                  |
| (151976) 2004 HW5          | 2004 HW5             | 17 квітня 2004  | Сокорро (Нью-Мексико)       | LINEAR                      |
| (151977) 2004 HK6          | 2004 HK6             | 17 квітня 2004  | Сокорро (Нью-Мексико)       | LINEAR                      |
| (151978) 2004 HO6          | 2004 HO6             | 17 квітня 2004  | Сокорро (Нью-Мексико)       | LINEAR                      |
| (151979) 2004 HO9          | 2004 HO9             | 17 квітня 2004  | Сокорро (Нью-Мексико)       | LINEAR                      |
| (151980) 2004 HR9          | 2004 HR9             | 17 квітня 2004  | Сокорро (Нью-Мексико)       | LINEAR                      |
| (151981) 2004 HC11         | 2004 HC11            | 19 квітня 2004  | Сокорро (Нью-Мексико)       | LINEAR                      |
| (151982) 2004 HW15         | 2004 HW15            | 16 квітня 2004  | Сокорро (Нью-Мексико)       | LINEAR                      |
| (151983) 2004 HF16         | 2004 HF16            | 16 квітня 2004  | Обсерваторія Сайдинг-Спрінг | Обсерваторія Сайдинг-Спрінг |
| (151984) 2004 HY17         | 2004 HY17            | 17 квітня 2004  | Сокорро (Нью-Мексико)       | LINEAR                      |
| (151985) 2004 HM19         | 2004 HM19            | 20 квітня 2004  | Обсерваторія Кітт-Пік       | Spacewatch                  |
| (151986) 2004 HD26         | 2004 HD26            | 19 квітня 2004  | Сокорро (Нью-Мексико)       | LINEAR                      |
| (151987) 2004 HJ26         | 2004 HJ26            | 19 квітня 2004  | Сокорро (Нью-Мексико)       | LINEAR                      |
| (151988) 2004 HO28         | 2004 HO28            | 20 квітня 2004  | Сокорро (Нью-Мексико)       | LINEAR                      |
| (151989) 2004 HT28         | 2004 HT28            | 20 квітня 2004  | Сокорро (Нью-Мексико)       | LINEAR                      |
| (151990) 2004 HV43         | 2004 HV43            | 21 квітня 2004  | Сокорро (Нью-Мексико)       | LINEAR                      |
| (151991) 2004 HO52         | 2004 HO52            | 24 квітня 2004  | Сокорро (Нью-Мексико)       | LINEAR                      |
| (151992) 2004 HY52         | 2004 HY52            | 25 квітня 2004  | Сокорро (Нью-Мексико)       | LINEAR                      |
| (151993) 2004 HX57         | 2004 HX57            | 21 квітня 2004  | Обсерваторія Кітт-Пік       | Spacewatch                  |
| (151994) 2004 HH61         | 2004 HH61            | 25 квітня 2004  | Сокорро (Нью-Мексико)       | LINEAR                      |
| (151995) 2004 HQ61         | 2004 HQ61            | 29 квітня 2004  | Сокорро (Нью-Мексико)       | LINEAR                      |
| (151996) 2004 HM65         | 2004 HM65            | 17 квітня 2004  | Сокорро (Нью-Мексико)       | LINEAR                      |
| 151997 Баугінія (Bauhinia) | 2004 JL1             | 11 травня 2004  | Обсерваторія Дезерт-Іґл     | Вільям Йон                  |
| (151998) 2004 JY13         | 2004 JY13            | 9 травня 2004   | Обсерваторія Кітт-Пік       | Spacewatch                  |
| (151999) 2004 JD14         | 2004 JD14            | 9 травня 2004   | Паломарська обсерваторія    | NEAT                        |
| (152000) 2004 JD18         | 2004 JD18            | 13 травня 2004  | Станція Андерсон-Меса       | LONEOS                      |